# Radiotelevizija Slovenija
A Radiotelevizija Slovenija (RTV Slovenija) (em português: Rádio Televisão da Eslovénia), é a principal televisão transmissora da Eslovénia. A televisão é membro da EBU, usufruindo assim de vários benefícios. Nesta televisão, todos os espetáculos relacionados com a Eurovisão, são transmitidos.

## Ligações Externas
- Site Oficial